# Le Règlement intérieur
Pour plus de détails, voir Fiche technique et Distribution.
Le Règlement intérieur est un film français réalisé par Michel Vuillermet et sorti en 1980.
Premier film du réalisateur, il a été présenté au Festival de Cannes.

## Fiche technique
- Réalisation : Michel Vuillermet
- Scénario : Michel Vuillermet
- Dialogues : Régis Deruelle
- Photographie : Maurice Giraud
- Musique : Sugar Blue, Cecile Savage, Michael Silva
- Montage : Luc Barnier
- Format : noir et blanc
- Durée : 92 minutes
- Date de sortie: 
  - France : mai 1980 (Festival de Cannes)

## Distribution
- Patrick Chesnais : Jacques Villemain
- Maurice Ronet : Philippe Marleau
- François Perrot : Mercier, le proviseur
- Michèle Simonnet : la maîtresse de Villemain
- Yves Afonso : le surveillant général
- Jacques Ebner : le médecin
- Emmanuelle Riva : la prof de journalisme
- Jean-Pierre Sentier : Guérin

## Distinctions
Le film reçoit le 1er prix du scénario au Festival international du livre de Nice.